# 美因河畔米尔海姆
美因河畔米尔海姆（德語：Mühlheim am Main，發音：[ˈmyːlhaɪm ʔam ˈmaɪn]）是德国黑森州达姆施塔特行政区奥芬巴赫县的城市，面积20.67平方千米，2023年12月31日人口为29,452人。

## 友好城市
- 法國 圣普列斯特（1966年）
- 德国 蒂芬奥特（1990年）